# 緒方咲
緒方 咲（おがた さき、1994年10月7日 - ）は、日本のグラビアアイドル、 レースクイーン。神奈川県出身。かつて株式会社R.I.Pに所属した。

## 来歴
「ミス湘南」フォトジェニック賞を機に、倉持由香が在籍する芸能事務所に加入して2016年11月に芸能活動を開始した。
2018年11月5日発売の週刊プレイボーイ47号で次世代グラドル美脚番付の東の横綱に選出された。
2019年5月24日、mysta主催ミスジェニック2019ファイナリストに選出された。
2019年5月、デビューしたGPRの所属から関連会社であるジースタープロに移籍し、同年8月1日よりPIGROOM（ピグルーム）に移籍した。
2020年3月6日、SUPER GT（GT300クラス）JLOC87号車を盛り上げる「T-DASH JLOC エンジェル」を務めることを自身のSNSで発表した。
2020年10月24日、10月1日から株式会社R.I.Pに所属したことをSNSで報告した。
2021年11月1日、R.I.Pを退所したことを自身のTwitter（現・X）で報告した。　
2022年4月1日、以後フリーランスとして活動することを自身のSNSで報告した。

## 人物
特技は裁縫とクラシックバレエ。
趣味はジム通いとゴルフ。
股下85センチで、美脚から"グラドル摩天楼"と愛称される。

## 出演

### テレビ
- モニタリング（2016年11月、TBS）[18]
- 鎧美女 夏の特別版（2021年9月9日〈8日深夜〉、フジテレビONE）- 甲冑：真田昌幸[19]

### 雑誌
- ロト6・ロト7・ミニロト1000円で億万長者!!超攻略BOOK（コアマガジン、2017年1月）
- GARRRR（バイクブロス社、2017年1月）

### 配信
- m HOLD‘EM メディア対抗戦[20]（2022年11月9日、m HOLD‘EM公式観戦アプリ）‐ GAME8代表

## 作品

### イメージビデオ
※太字タイトルはBD版同時発売
- Debut! （2018年4月20日、竹書房）[21]
- セカンド（2018年7月25日、エアーコントロール）[22]
- Supreme（2018年10月20日、ラインコミュニケーションズ）[23][24]
- 恋、咲き乱れて（2019年1月24日、ギルド）[25]
- ご主人様とメイドさん（2019年4月19日、竹書房）[26][27]
- いたずら摩天楼（2019年7月17日、双葉社）[28][29]
- Seventh Heaven（2019年10月20日、ラインコミュニケーションズ）[30][31][32]
- 恋の花が咲く（2020年2月20日、ギルド）[33][34]
- 憧れ先輩上司と出張相部屋（2020年5月22日、竹書房）[35]
- 向かいの部屋に住むお姉さんのカラダに目が釘付け（2021年1月25日、エアーコントロール）[36][37]
- おしえて!さき先生（2021年4月20日、ラインコミュニケーションズ）[38][39][40]
- 咲との秘密な情事（2021年7月21日、イーネット・フロンティア）[41][42]
- とっても親切で素敵なお姉さん（2021年10月22日、竹書房）[43]
- 再臨（2022年12月21日、スパイスビジュアル）[44][45]
- 金字塔（2023年10月27日、竹書房）[46][47]
- もっと近くで（2024年5月29日、スパイスビジュアル）[48]
- vs仮想エロス（2024年11月26日、エアーコントロール）[49][50]
- 誘惑のさきへ（2025年6月25日、スパイスビジュアル）[51][52]

### 写真集
- 咲かせてくれますか?（2019年6月24日、双葉社、撮影：田畑竜三郎）ISBN 978-4575314700[53]
- 金字塔（2023年9月29日、竹書房、撮影：小塚毅之）ISBN 978-4801937178[54]